# ムムニ・ダガノ
ベリ・ムムニ・ダガノ（Beli Moumouni Dagano, 1981年1月3日 - ）は、ブルキナファソ・ワガドゥグー出身のサッカー選手。ポジションはフォワード。

## 経歴
2000年からベルギーのKFCジェルミナル・ベールスホットに所属し、翌年にはKRCヘンクに移籍した。ここで優勝にも貢献し、2003年にフランスのEAギャンガンに移籍した。

## 代表歴
ブルキナファソ代表として2000、2002、2004、2010年のアフリカネイションズカップに出場した。
2010 FIFAワールドカップ・アフリカ予選では最多の12ゴールを挙げている。

## 所属クラブ
- Stella Club d'Adjamé(en) 1998
- JC Bobo Dioulasso 1998-1999
- Étoile Filante Ouagadougou(en) 1999-2000
- KFCジェルミナル・ベールスホット 2000-2001
- KRCヘンク 2001-2003
- EAギャンガン 2003-2006
- FCソショー 2006-2008
- アル・ホールSC 2008-2010
- アル・サイリヤSC 2010-2011
- アル・ホールSC 2011-2012
- レフウィヤSC 2012
- アル・サイリヤSC 2012-2014
- アル・シャマルSC 2014-2015
- カタールSC 2014-2015

## タイトル

### クラブ
KRCヘンク
- ジュピラー・リーグ : 2001-02

FCソショー
- クープ・ドゥ・フランス : 2007